# Bergrietvink
De bergrietvink (Lonchura monticola) is een zangvogel uit de familie van de prachtvinken (Estrildidae).

## Verspreiding en leefgebied
Deze soort is endemisch in Nieuw-Guinea.